# Luitspeler (Frans Hals)
De Luitspeler, ook bekend als Jongen met een luit en Nar met een luit (Frans: Le Bouffon au luth), is een bekend schilderij van Frans Hals. Het werk, dat rond 1623 geschilderd is, maakt deel uit van de collectie van het Louvre in Parijs.

## Voorstelling
In de jaren twintig van de zeventiende eeuw werden schilderijen met een muzikant die vanaf het middel is afgebeeld in korte tijd zeer populair. Geïnspireerd door Caravaggio introduceerden schilders als Dirck van Baburen het genre in de Nederlanden. Frans Hals moet goed op de hoogte zijn geweest van deze ontwikkeling, want al een jaar na Van Baburens eerste Luitspeler schilderde Hals zijn eigen versie. Hij nam daarbij wel het lichte kleurenpalet van de Utrechtse caravaggisten over, maar niet hun vaak wat stereotiepe compositie.
Hals' luitspeler die in een losse, ruwe stijl geschilderd is, straalt een buitengewone levendigheid uit. Hij kijkt de toeschouwer niet aan, maar schuin opzij, waarbij een glimlach op zijn lippen speelt. Het oranje-zwarte narrenpak met gouden accenten steekt prachtig af tegen de neutrale achtergrond.
De schilder heeft zonder twijfel een model gebruikt bij het maken van de Luitspeler. Zijn gezicht is op diverse andere werken van de meester terug te vinden. Het is echter geen formeel portret, alleen leden van de gegoede klasse konden het zich veroorloven om zo'n schilderij te laten maken. Daarnaast gebruikte Hals voor zijn portretten lange tijd een verfijndere schilderstijl. De Luitspeler maakte hij waarschijnlijk voor de vrije markt, bijvoorbeeld voor een loterij of voor de verkoop op een veiling.
In het Rijksmuseum hangt een kopie van de Luitspeler die lange tijd werd aangezien voor een werk van Hals zelf. Mogelijk was er nog een derde versie van het werk, want David Bailly maakte een tekening van de luitspeler die iets afwijkt van beide schilderijen. Veel later, in 1651, kreeg deze tekening een prominente plek op Bailly's Zelfportret met vanitassymbolen.

## Herkomst
Halverwege de negentiende eeuw is het werk eigendom van de kunsthandelaar Etienne Le Roy in Brussel. Later komt het in bezit van de handelaar Mannheim in Parijs. Hij verkoopt het schilderij aan Gustave de Rothschild. Het blijft in het bezit van zijn familie tot 1984, wanneer het als betaling van successierechten in het Louvre terechtkomt.

## Afbeeldingen

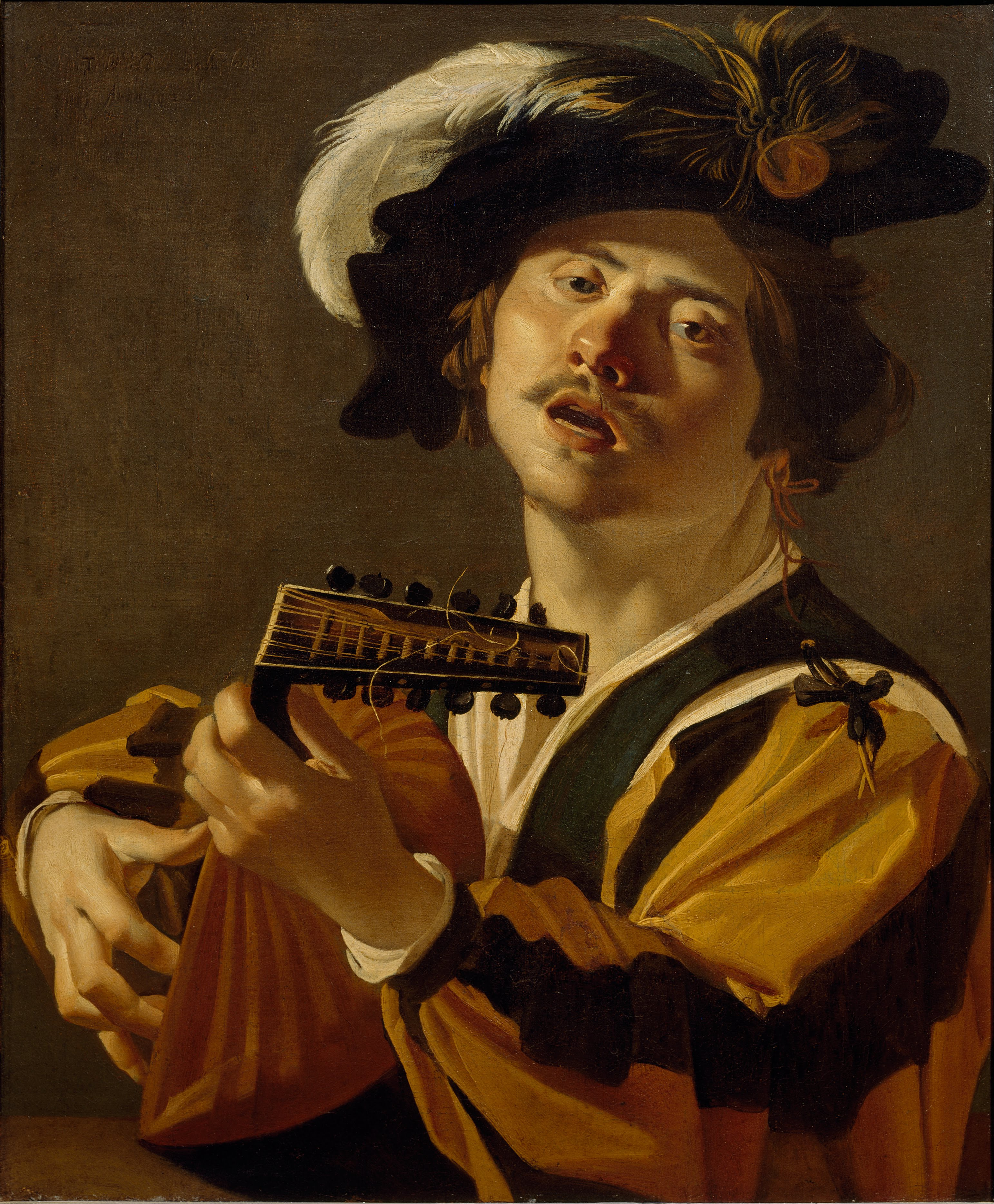
Luitspeler - Dirck van Baburen
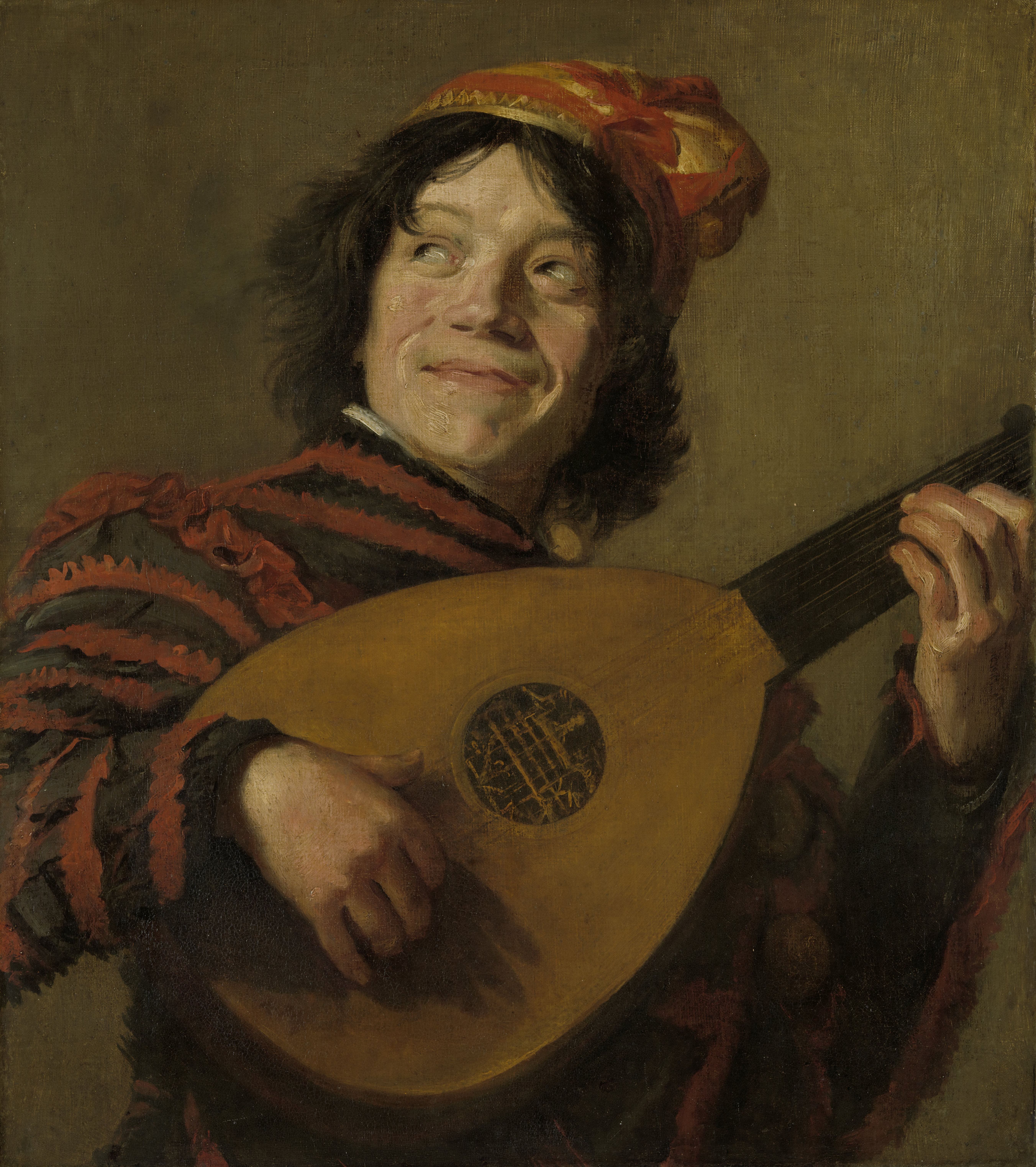
Kopie in het Rijksmuseum
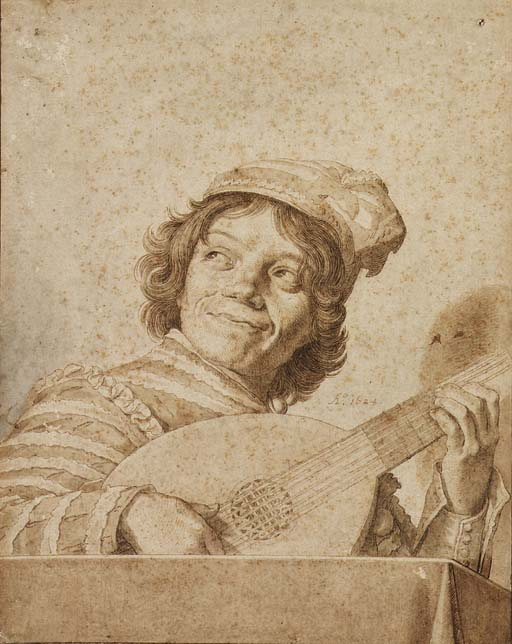
tekening van David Bailly
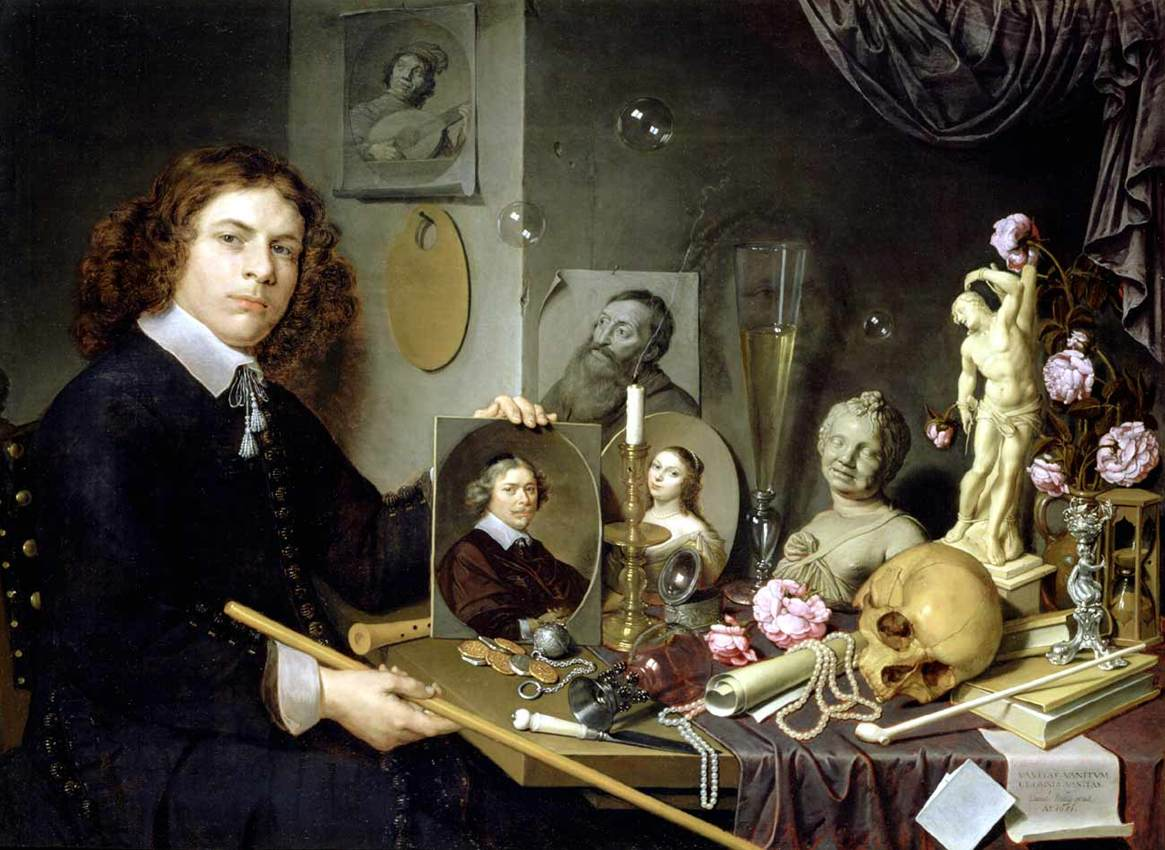
Zelfportret met vanitassymbolen - David Bailly